# Scoarța (okręg Gorj)
Scoarța – wieś w Rumunii, w okręgu Gorj, w gminie Scoarța. W 2011 roku liczyła 643 mieszkańców.